# 拉德克利夫广场

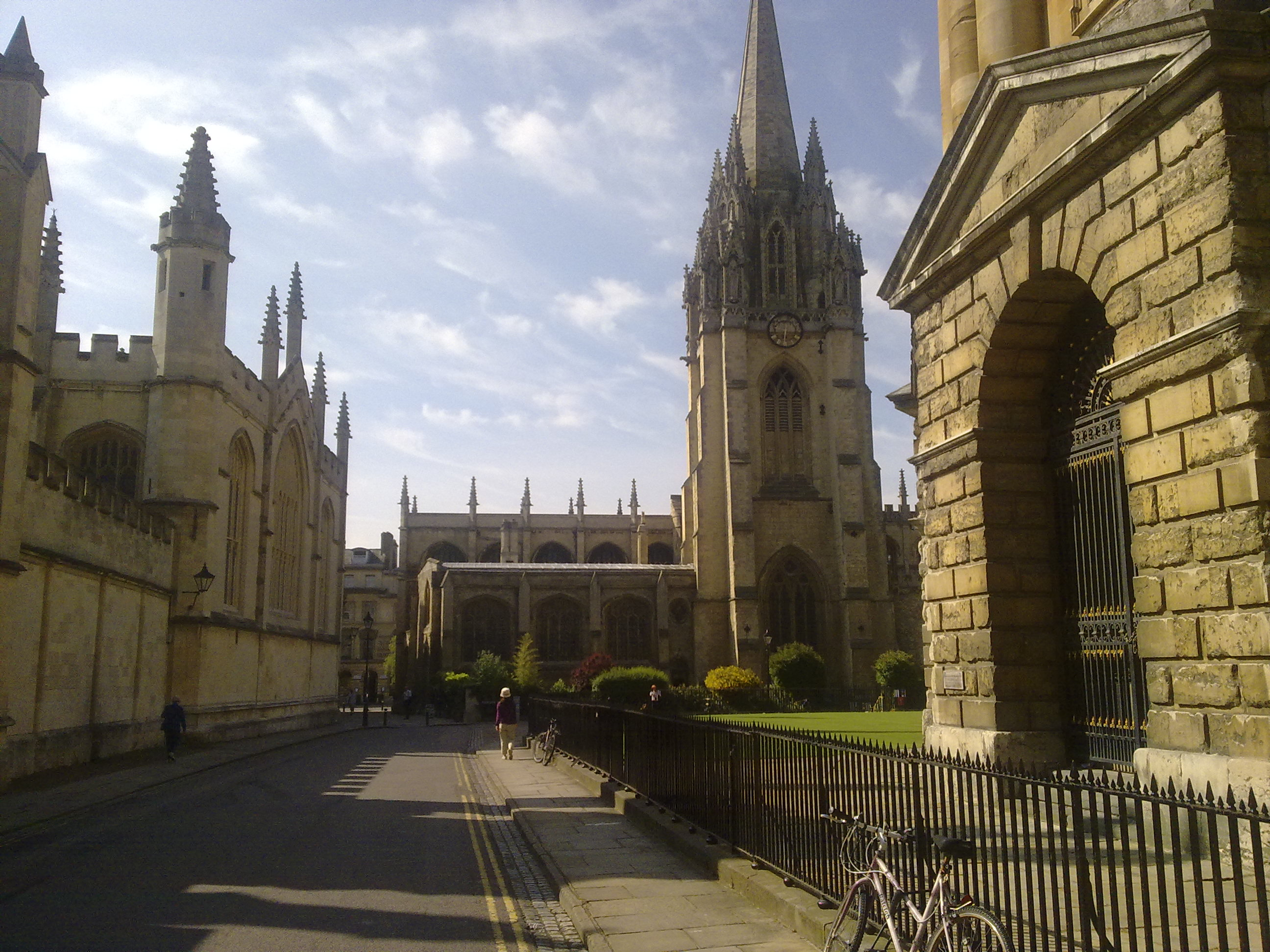
拉德克利夫广场东南角，圣母玛利亚大学教堂

拉德克利夫广场（Radcliffe Square）是英格兰牛津市中心的一个广场，周围被牛津大学的历史建筑所环绕。
拉德克利夫广场得名于英国医生约翰·拉德克利夫，牛津毕业，成为国王的医生，留下大笔遗产给大学和他的学院（牛津大学大学学院），在南面的高街。
在广场的中心是圆形的拉德克利夫图书馆（Radcliffe Camera），建于1737–1748年，用约翰·拉德克利夫的遗产支付。它是博德利图书馆的一部分，其主楼位于广场北侧。两馆由一条地下隧道连接，有许多书籍存储在广场地下（能储存60万册）。曾经有一条地下铁路在两馆之间运送书籍。
广场向西是牛津大學布雷齊諾斯學院,牛津大学的古老学院之一。向东是万灵学院，其中只有研究员，并没有本科生，因此主要致力于研究。
在广场的南面是圣母玛利亚大学教堂及其高大的尖顶。它是牛津大学的官方教堂。钟楼向公众收费开放，登塔可欣赏牛津中心区景色。
拉德克利夫广场被广泛认为是牛津最美丽的，很受游客欢迎。这里看不到现代建筑，所以用来拍摄那个时代的电影。

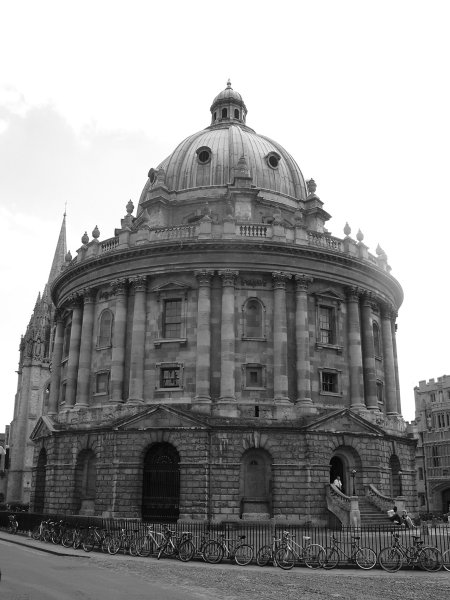
拉德克利夫图书馆
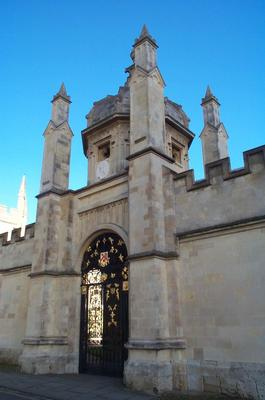
万灵学院
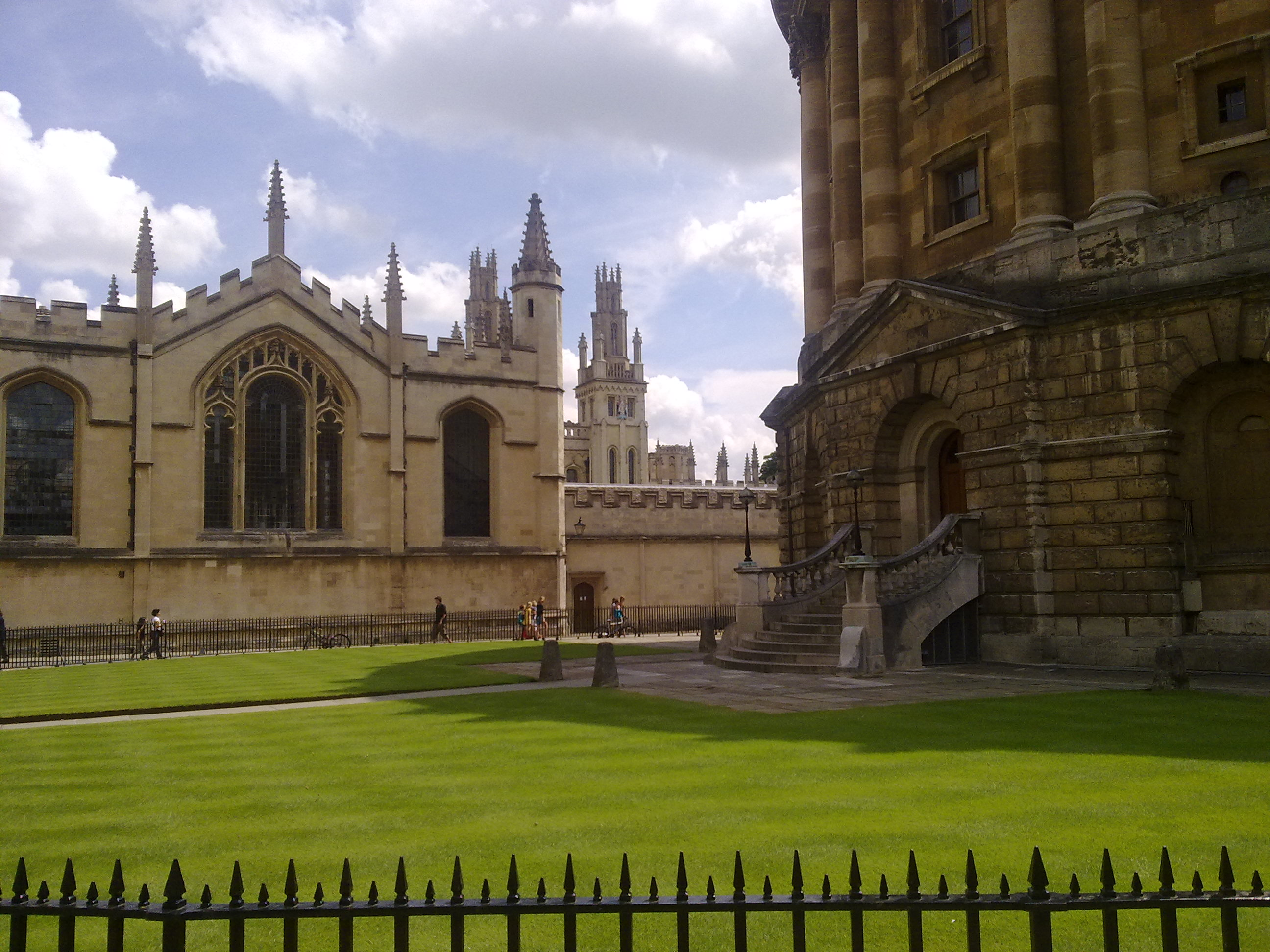
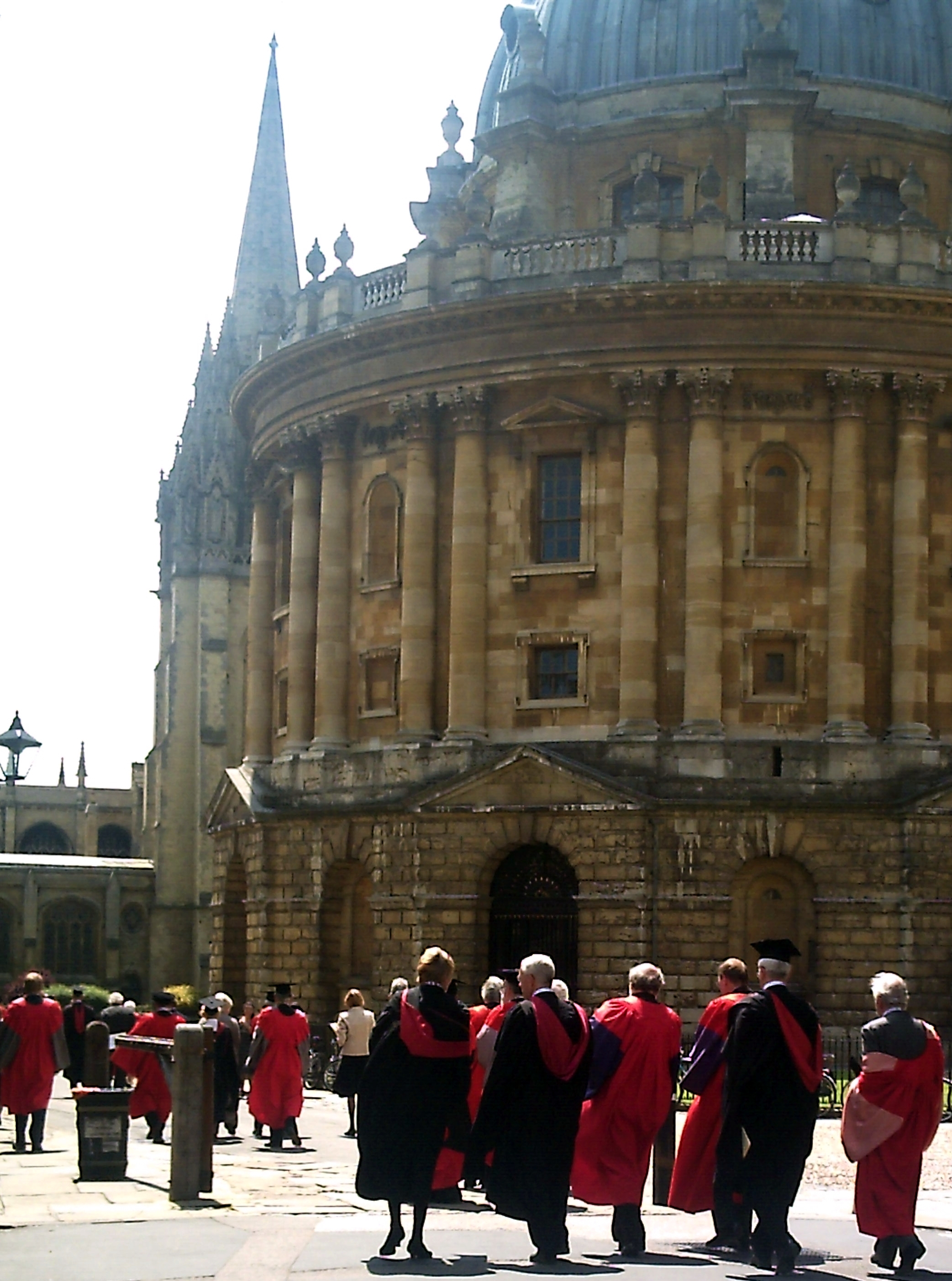